# Zweedse kampioenschappen veldrijden
De Zweedse kampioenschappen veldrijden zijn een jaarlijks terugkerende veldrit wedstrijd, om aan te duiden wie er kampioen van Zweden wordt.

## Uitslagen

### Mannen elite
* = belofte, onder 23
| Jaar      | Plaats                         | kampioen                       | tweede                         | derde                          |
| --------- | ------------------------------ | ------------------------------ | ------------------------------ | ------------------------------ |
| 2024/2025 | Ullared                        | Filip Mård*                    | Ville Merlöv*                  | Nils Johansson*                |
| 2023/2024 | Ring Knutstorp Kågeröd         | Paul Greijus*                  | David Risberg                  | Ville Merlöv*                  |
| 2022/2023 | Ring Knutstorp Kågeröd         | David Risberg                  | Filip Mård*                    | Henrik Jansson                 |
| 2021/2022 | Västerås                       | David Eriksson                 | Filip Mård*                    | Henrik Jansson                 |
| 2020/2021 | Afgelast wegens coronapandemie | Afgelast wegens coronapandemie | Afgelast wegens coronapandemie | Afgelast wegens coronapandemie |
| 2019/2020 | Varberg                        | Emil Lindgren                  | David Eriksson                 | Emil Lindgren*                 |
| 2018/2019 | Varberg                        | David Eriksson                 | Emil Lindgren                  | Henrik Jansson                 |
| 2017/2018 | Göteborg                       | Martin Eriksson                | Hannes Forsby                  | Henrik Jansson                 |
| 2016/2017 | Eksjö                          | David Eriksson                 | Martin Eriksson                | Henrik Jansson                 |
| 2015/2016 | Stockholm                      | Matthias Wengelin              | Calle Friberg                  | Martin Eriksson                |
| 2014/2015 | Göteborg                       | Frederik Edin                  | David Eriksson                 | Mikael Salomonsson             |
| 2013/2014 | Stockholm                      | Calle Friberg                  | Emil Lindgren                  | Matthias Wengelin              |
| 2012/2013 | Sunne                          | Magnus Darvell                 | Jens Westergren                | Edin Fredrik                   |
| 2011/2012 | Åstorp                         | Magnus Darvell                 | Linus Dahlberg                 | Jens Westergren                |
| 2010/2011 | Kumla                          | Emil Lindgren                  | Jens Westergren                | Edin Fredrik                   |
| 2009/2010 | Borås                          | Jens Westergren                | Magnus Darvell                 | Emil Lindgren                  |
| 2008/2009 | Göteborg                       | Jens Westergren                | Emil Lindgren                  | Fredrik Ericsson               |

### Vrouwen elite
| Jaar      | Plaats                         | kampioen                       | tweede                         | derde                          |
| --------- | ------------------------------ | ------------------------------ | ------------------------------ | ------------------------------ |
| 2024/2025 | Ullared                        | Caroline Andersson             | Åsa Erlandsson                 | Ida Ossiansson                 |
| 2023/2024 | Ring Knutstorp Kågeröd         | Caroline Andersson             | Åsa Erlandsson                 | Anna Eriksmo                   |
| 2022/2023 | Ring Knutstorp Kågeröd         | Tilda Hylén                    | Anna Eriksmo                   | Alma Johansson                 |
| 2021/2022 | Västerås                       | Clara Lundmark                 | Hanna Johansson                | Anna Eriksmo                   |
| 2020/2021 | Afgelast wegens coronapandemie | Afgelast wegens coronapandemie | Afgelast wegens coronapandemie | Afgelast wegens coronapandemie |
| 2019/2020 | Varberg                        | Åsa Erlandsson                 | Anna Persson                   | Anna Eriksmo                   |
| 2018/2019 | Varberg                        | Ida Erngren                    | Åsa Erlandsson                 | Ida Johansson                  |
| 2017/2018 | Göteborg                       | Åsa Erlandsson                 | Ida Erngren                    | Frida Eriksson                 |
| 2016/2017 | Eksjö                          | Jenny Rissveds                 | Emma Johansson                 | Ida Erngren                    |
| 2015/2016 | Stockholm                      | Jenny Rissveds                 | Emma Johansson                 | Angelica Edvardsson            |
| 2014/2015 | Göteborg                       | Ida Jansson                    | Åsa Erlandsson                 | Ida Erngren                    |
| 2013/2014 | Stockholm                      | Emma Johansson                 | Angelica Edvardsson            | Åsa Erlandsson                 |
| 2012/2013 | Sunne                          | Åsa Erlandsson                 | Lisa Ström                     | Ida Olsson                     |
| 2011/2012 | Åstorp                         | Åsa Erlandsson                 | Kajsa Snihs                    | Angelica Edvardsson            |
| 2010/2011 | Kumla                          | Kajsa Snihs                    | Åsa Erlandsson                 | Emmy Thelberg                  |
| 2009/2010 | Borås                          | Kajsa Snihs                    | Åsa Erlandsson                 | Angelica Edvardsson            |
| 2008/2009 | Göteborg                       | Kajsa Snihs                    | Hannah Myerscough              | Martina Thomasson              |

### Mannen junioren
| Jaar      | Plaats                         | kampioen                       | tweede                         | derde                          |
| --------- | ------------------------------ | ------------------------------ | ------------------------------ | ------------------------------ |
| 2024/2025 | Ullared                        | Vilmer Ekman                   | Vilmar Aastrup                 | John Temar                     |
| 2023/2024 | Ring Knutstorp Kågeröd         | Vilmar Ekman                   | Nils Johansson                 | Anton Karlsson                 |
| 2022/2023 | Ring Knutstorp Kågeröd         | Paul Greijus                   | Ville Merlöv                   | Nils Johansson                 |
| 2021/2022 | Västerås                       | Paul Greijus                   | Alvin Dahl                     | Ville Merlöv                   |
| 2020/2021 | Afgelast wegens coronapandemie | Afgelast wegens coronapandemie | Afgelast wegens coronapandemie | Afgelast wegens coronapandemie |
| 2019/2020 | Varberg                        | Oscar Lind                     | Carl Kagevi                    | Erik Zälle                     |
| 2018/2019 | Varberg                        | Oscar Lind                     | Elias Nilsson                  | Eric Herlitz                   |
| 2017/2018 | Göteborg                       | Anton Niederbach               | Emil Lindgren                  | Eric Herlitz                   |
| 2016/2017 | Eksjö                          | Samuel Lord                    | Carl Jarnhagen                 | Olof Abrahamsson               |
| 2015/2016 | Stockholm                      | Ted Pettersson                 | Carl Jarnhagen                 | Samuel Lord                    |
| 2014/2015 | Göteborg                       | Ted Pettersson                 | Herman Larsson                 | Jonatan Ostlund                |
| 2013/2014 | Stockholm                      | Lukas Eriksson                 | Jonatan Ostlund                | Herman Larsson                 |

### Vrouwen junioren
| Jaar      | Plaats                         | kampioen                       | tweede                         | derde                          |
| --------- | ------------------------------ | ------------------------------ | ------------------------------ | ------------------------------ |
| 2024/2025 | Ullared                        | Elinore Nilsson                | Clara Widell                   | Alva Felldin                   |
| 2023/2024 | Ring Knutstorp Kågeröd         | Elin Ålsjö                     | Thea Persson                   | Clara Widell                   |
| 2022/2023 | Ring Knutstorp Kågeröd         | Stina Kagevi                   | Lina Eriksson                  | Linnea Djignagard              |
| 2021/2022 | Västerås                       | Alma Johansson                 | Tilda Hylén                    | Stina Kagevi                   |
| 2020/2021 | Afgelast wegens coronapandemie | Afgelast wegens coronapandemie | Afgelast wegens coronapandemie | Afgelast wegens coronapandemie |
| 2019/2020 | Varberg                        | Felicia Andersson              | Iza Härdelin                   | Amanda Mikaelsdotter           |

Kampioenschappen:  Wereldkampioenschappen ·
 Europese kampioenschappen ·
 Pan-Amerikaanse kampioenschappen
 België ·
 Canada ·
 Denemarken ·
 Duitsland ·
 Finland ·
 Frankrijk ·
 Hongarije ·
 Ierland ·
 Italië ·
 Japan ·
 Kroatië ·
 Luxemburg ·
 Nederland ·
 Nieuw-Zeeland ·
 Noorwegen ·
 Oostenrijk ·
 Polen ·
 Servië ·
 Slowakije ·
 Spanje ·
 Tsjechië ·
 Verenigd Koninkrijk ·
 Verenigde Staten ·
 Zweden ·
 Zwitserland
Klassementen:  Wereldbeker ·
 Superprestige ·
 X²O Badkamers Trofee ·
 HSF System Cup ·
 USCX Series ·
 Coupe de France ·
 National Trophy Series ·
 Giro d'Italia Ciclocross ·
 Copa de España ·
 New England Series ·
 Swiss Cyclocross Cup
Overig:  Exact Cross
Voormalig:  EKZ CrossTour ·  Rectavit Series ·  US Cup